# SM Sanga Balende
Sa Majesté Sanga Balende, anteriormente conhecido como the Union of South Kasai, é um clube de futebol congolês sediado em Mbuji-Mayi , República Democrática do Congo. Seus jogos em casa são jogados no Stade Kashala Bonzola situado em Mbuji-Mayi.

## História
Fundado em 25 de março de 1962, com o nome de Union Sud-Kasaienne, o nome foi alterado para Nsanga Balende com autenticidade zairiana. "Sa Majesté" significa Sua Majestade. Entre os cofundadores estão: Jonas Mukamba Kadiata Nzemba, Muela Kankonde e Nestor Lubula.